# Euxoa monotona
Euxoa monotona là một loài bướm đêm trong họ Noctuidae.